# Fleetwood
Fleetwood – miasto i civil parish w Wielkiej Brytanii (Anglia) położone nad Morzem Irlandzkim, w hrabstwie Lancashire, w dystrykcie Wyre. Leży 12,2 km od miasta Blackpool, 19,2 km od miasta Lancaster i 333,1 km na północny zachód od Londynu. W 2001 roku miasto liczyło 26 841 mieszkańców. W 2011 roku civil parish liczyła 25 939 mieszkańców.
W mieście port rybacki. Dominuje przemysł chemiczny oraz rybny. Jest miejscowością wypoczynkową.